# Gracie Mansion

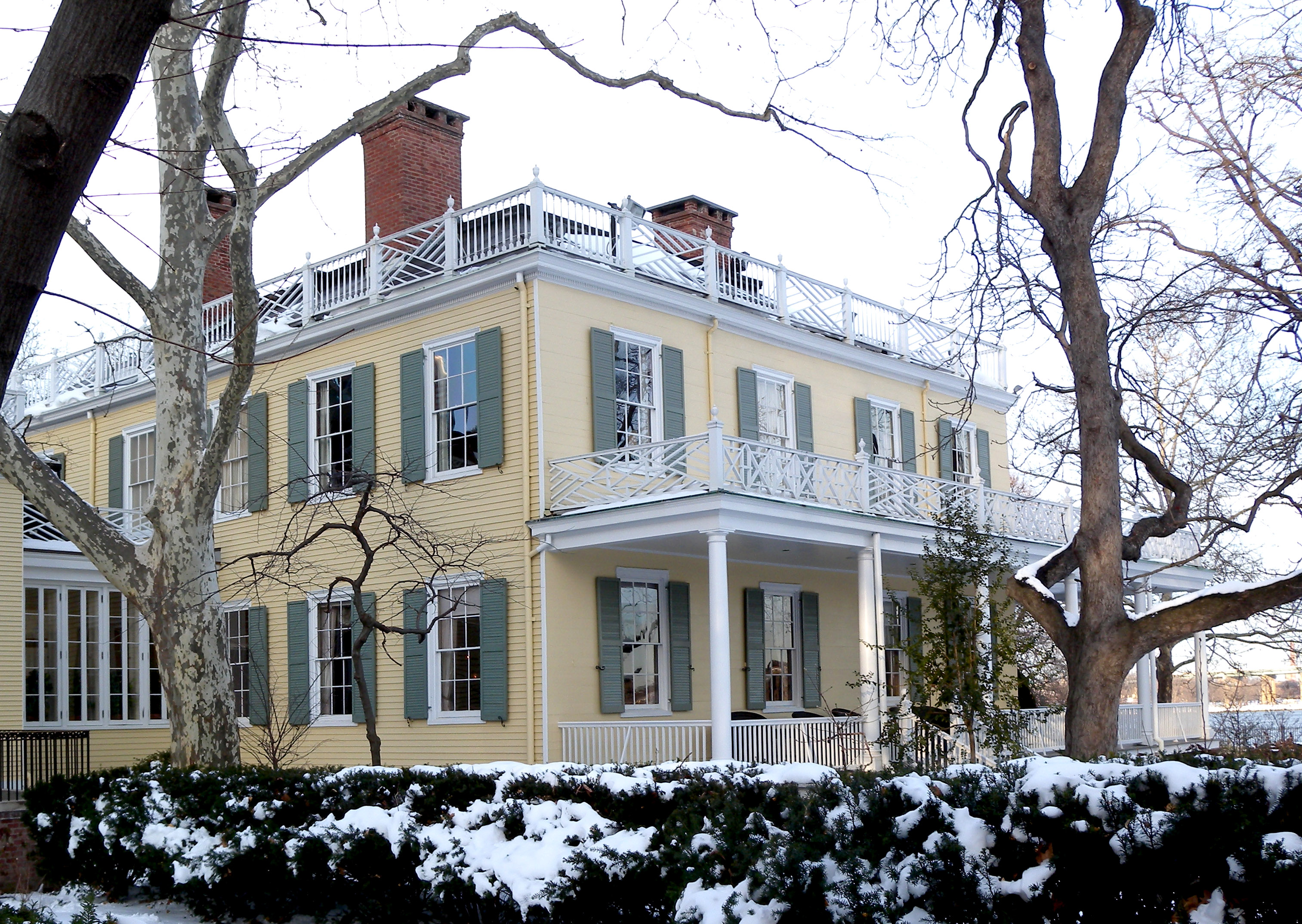
Die Ostseite des Gracie Mansion am 21. Dezember 2009

Gracie Mansion, auch Archibald Gracie Mansion, ist ein 1799 im Federal-Stil errichtetes Herrenhaus in Manhattan in New York City. Die denkmalgeschützte Villa ist seit 1942 der offizielle Amtssitz des New Yorker Bürgermeisters.
Das Gebäude befindet sich am nördlichen Ende des Carl Schurz Parks auf Höhe der Kreuzung East End Avenue und East 88th Street im Viertel Yorkville, Upper East Side. Es besteht aus zwei Teilen, dem ursprünglichen zweistöckigen Herrenhaus und einem 1966 errichteten Anbau. Die Fassade besteht aus Schindelplatten und die Fenster sind mit Fensterläden ausgestattet. Im Erdgeschoss sind Salons, Esszimmer und eine Bibliothek und im Obergeschoss die Wohn- und Schlafräume untergebracht. Im Nebengebäude befindet sich neben den Empfangsräumen ein Ballsaal. Die Instandhaltung des Herrenhauses hat teilweise die Gracie Mansion Conservancy übernommen. Vom Anwesen hat man einen Ausblick auf den East River mit dem Hell Gate.
Die Villa erbaute der schottische Reeder Archibald Gracie im Jahr 1799 und nutzte sie bis 1823 selbst als Landhaus. Weitere Bewohner waren die Familien des Kaufmanns Joseph Foulke (1823–1857) und des Baumeisters Noah Wheaton (1857–1896). Die Stadt New York erklärte 1896 das Gelände inklusive des Herrenhauses zum Carl-Schurz-Park, und das Gebäude wurde danach bis 1942 vielfältig genutzt. Es diente unter anderem von 1924 bis 1936 als Stadt- und anschließend bis 1942 als historisches Hausmuseum. Seitdem ist Gracie Mansion offizieller Amtssitz und Residenz des Bürgermeisters der Stadt New York, die alle mit Ausnahme von Michael Bloomberg hier auch zeitweise lebten. 1966 wurde der nach der First Lady Susan Wagner, der 1964 an Krebs verstorbenen Ehefrau des Bürgermeisters Robert F. Wagner Jr., benannte Empfangsflügel fertiggestellt. 1984 und 2002 führte man umfangreiche Renovierungsarbeiten durch.
Das ursprüngliche 1799 erbaute Gracie Mansion wurde am 20. September 1966 von der New Yorker Landmarks Preservation Commission als Denkmal ausgewiesen. Am 12. Mai 1975 folgte durch den National Park Service die Eintragung in das National Register of Historic Places.
Gracie Mansion war bisher mehrere Male Schauplatz in Spielfilmen und Romanen. Einige Szenen des Thrillers Stoppt die Todesfahrt der U-Bahn 123 von 1974 zeigen das Innere und Äußere der Villa. In der Science-Fiction-Komödie Ghostbusters II (1989) besuchen die Filmhelden den Bürgermeister der Stadt im Gracie Mansion. Es war auch Schauplatz im Politthriller City Hall von 1996. Die Handlung des Romans The Puttermesser Papers von Cynthia Ozick aus dem Jahr 1997 spielt ebenso im Herrenhaus und seiner Umgebung wie die im Roman Hell Gate von Linda Fairstein (* 1949) aus dem Jahr 2010.

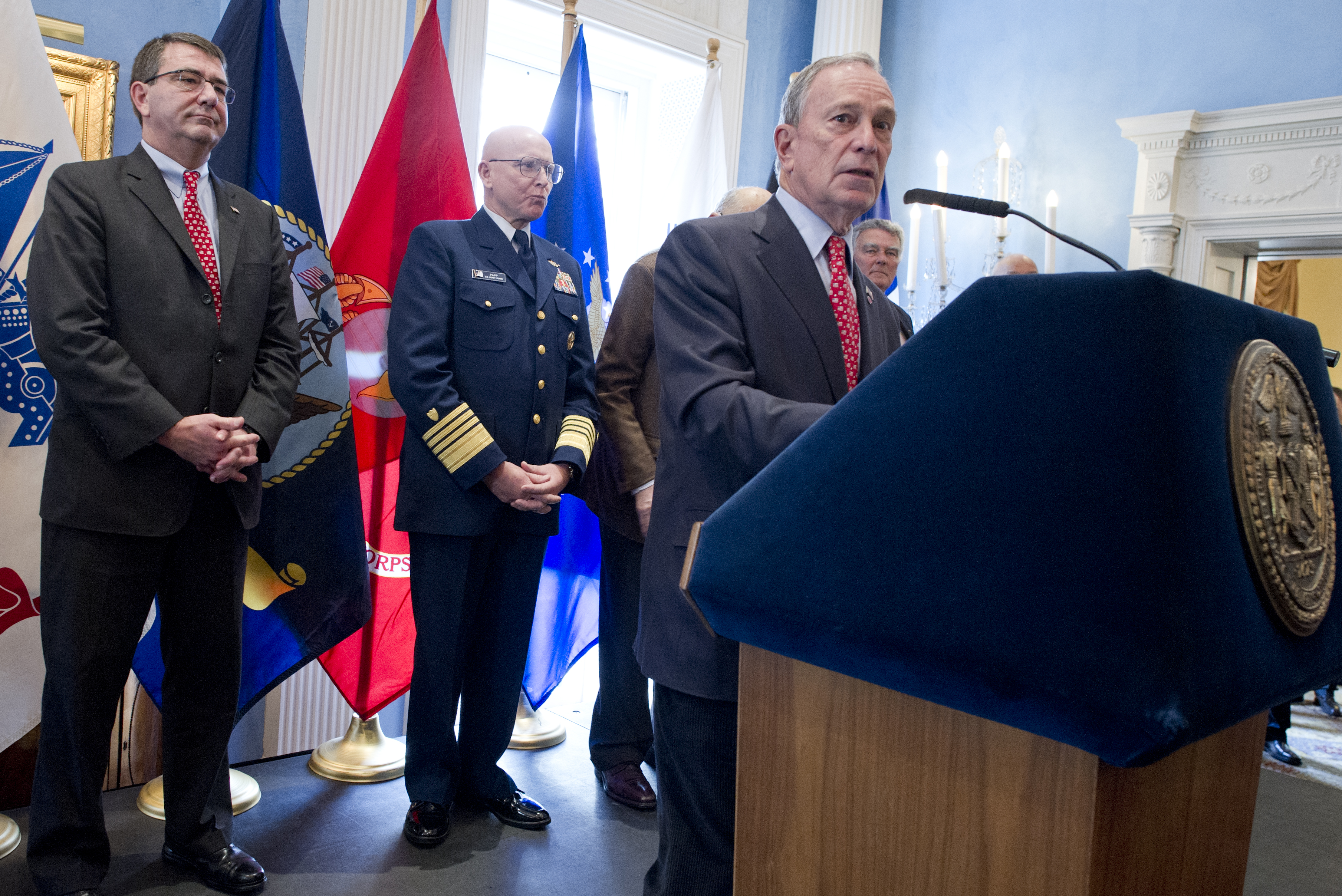
Ansprache von Bürgermeister Michael Bloomberg vor Veteranen im November 2012 im Gracie Mansion